# Tiarinion texopallium
Tiarinion texopallium is een pissebed uit de familie Entoniscidae. De wetenschappelijke naam van de soort is voor het eerst geldig gepubliceerd in 1998 door Shields & Early.